# Хердур Бјергвин Магнусон
Хердур Бјергвин Магнусон (исл. Hörður Björgvin Magnússon‎‎; Рејкјавик, 11. фебруар 1993) професионални је исландски фудбалер који примарно игра у одбрани на позицији центархалфа.

## Клупска каријера
Хердур је фудбалску каријеру започео као играч Фрама из Рејкјавика за чији први тим је дебитовао у сезони 2009. у исландском првенству. Потом у лето 2011. прелази у редове италијанског Јувентуса где је углавном играо за јуниорску екипу, а у два наврата и као позајмљен играч у Специји и Чезени. 
У лето 2016. за 2,10 милиона евра прелази у енглески Бристол Сити са којим потписује трогодишњи уговор. За Бристол је играо наредне две сезоне у Чемпионшипу. 
Дана  1. јуна 2018. за 2,8 милиона евра потписао је четворогодишњи уговор са московским премијерлигашем ЦСКА. 

## Репрезентативна каријера
За сениорску репрезентацију Исланда дебитовао је 12. новембра 2014. у пријатељској утакмици са селекцијом Белгије. Две године касније био је у саставу репрезентације за Европско првенство у Француској, али није улазио у игру ни на једаном од пет мечева исландског тима. 
Селектор Хејмир Халгримсон уврстио га је на списак играча за Светско првенство 2018. у Русији, где је пак одиграо комплетне све три утакмице за Исланд у групи Д.

### Голови за репрезентацију
| №  | Датум          | Место     | Ривал    | Гол. | Рез. | Такмичење                 |
| -- | -------------- | --------- | -------- | ---- | ---- | ------------------------- |
| 1. | 28. март 2017. | Даблин    | Ирска    | 1:0  | 1:0  | Пријатељска утакмица      |
| 2. | 11. јун 2017.  | Рејкјавик | Хрватска | 1:0  | 1:0  | Квалификације за СП 2018. |